# レンフィールド
『レンフィールド』（原題：Renfield）は、1897年の小説『吸血鬼ドラキュラ』の登場人物をフィーチャーしたロバート・カークマンのオリジナルのアイデアに基づいて、ライアン・リドリー脚本、クリス・マッケイが監督する2023年のアメリカのホラーコメディ映画。また、ユニバーサル・ピクチャーズのドラキュラシリーズのリブート作品である。主演はニコラス・ホルト、ニコラス・ケイジ。
日本では劇場公開されず、2023年11月8日にブルーレイ・DVDが発売された。

## ストーリー
ドラキュラ伯爵の手下レンフィールドは、警察官のレベッカ・クインシーと恋に落ちたとき、現代のニューオーリンズで新たな命を吹き込む。

## キャスト
| 役名                                    | 俳優                             | 日本語吹替 |
| --------------------------------------- | -------------------------------- | ---------- |
| R・M・レンフィールド                    | ニコラス・ホルト                 | 鈴木崚汰   |
| ヴラド・ザ・インペラー / ドラキュラ伯爵 | ニコラス・ケイジ                 | 大塚明夫   |
| レベッカ・クインシー                    | オークワフィナ                   | 森夏姫     |
| クリス・マルコス                        | エイドリアン・マルティネス       | 後藤光祐   |
| テディ・ロボ                            | ベン・シュワルツ                 | 佐藤せつじ |
| エラ                                    | ショーレ・アグダシュルー         | 宮寺智子   |
| ケイト                                  | カミール・チェン                 | 木村香央里 |
| ブラウニング                            | ジェームズ・モーゼス・ブラック   | 志村知幸   |
| マーク                                  | ブランドン・スコット・ジョーンズ | 上田燿司   |
| キャロル                                | ジェナ・カネル                   | 神戸光歩   |
| ケイトリン                              | べス・ロウス                     | 白川万紗子 |
| ボブ                                    | クリストファー・マシュー・クック | 拝真之介   |
| トレヴァンテ                            | ローシャ・ワシントン             | 左座翔丸   |
| シャロン                                | ロンダ・ジョンソン・デンツ       | 金子沙希   |
| ケヴィン                                | マイケル・P・サリヴァン          | 伊原正明   |
| カーラ                                  | ダーニャ・ラベル                 | 須川晶紀   |
| ミッチ                                  | デイヴ・デイヴィス               | 中野泰佑   |
| ダグ                                    | キース・ブルックス               | 木内太郎   |
| フィル                                  | ジョシュア・マイケル             | 大泊貴揮   |
| アパッチジョー                          | マルクス・ルイス                 | 藤沼建人   |
| ヴァネッサ                              | キャロライン・ウィリアムズ       | 須能千裕   |
| カイル                                  | T.C.マサーン                     | 小堀真生   |

- 日本語吹替版スタッフ 翻訳：藤江さお里、演出：久保宗一郎、制作：東北新社

## 公開
『レンフィールド』は、2023年3月30日にオーバールック・フィルム・フェスティバルでプレミア上映され、2023年4月14日にユニバーサル・ピクチャーズ配給で劇場公開された。